# 愛知県道41号西尾幸田線
愛知県道41号西尾幸田線（あいちけんどう41ごう にしおこうたせん）は、愛知県西尾市から額田郡幸田町へ至る主要地方道である。碧海地方と東三河地方（蒲郡市方面）を最短で結ぶルートであり、トラックの往来が多い。

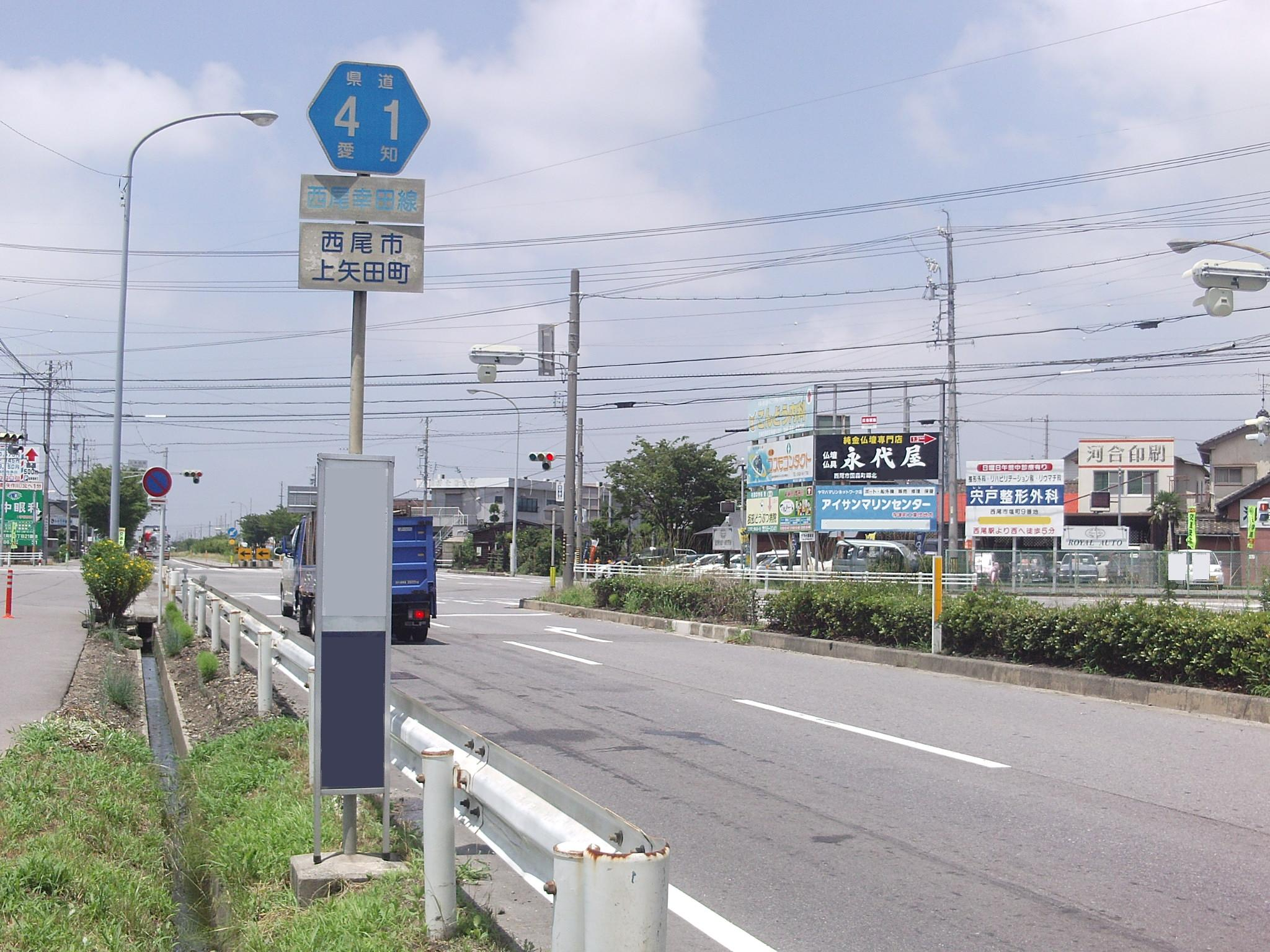
西尾市側。愛知県道383号蒲郡碧南線との重複区間。

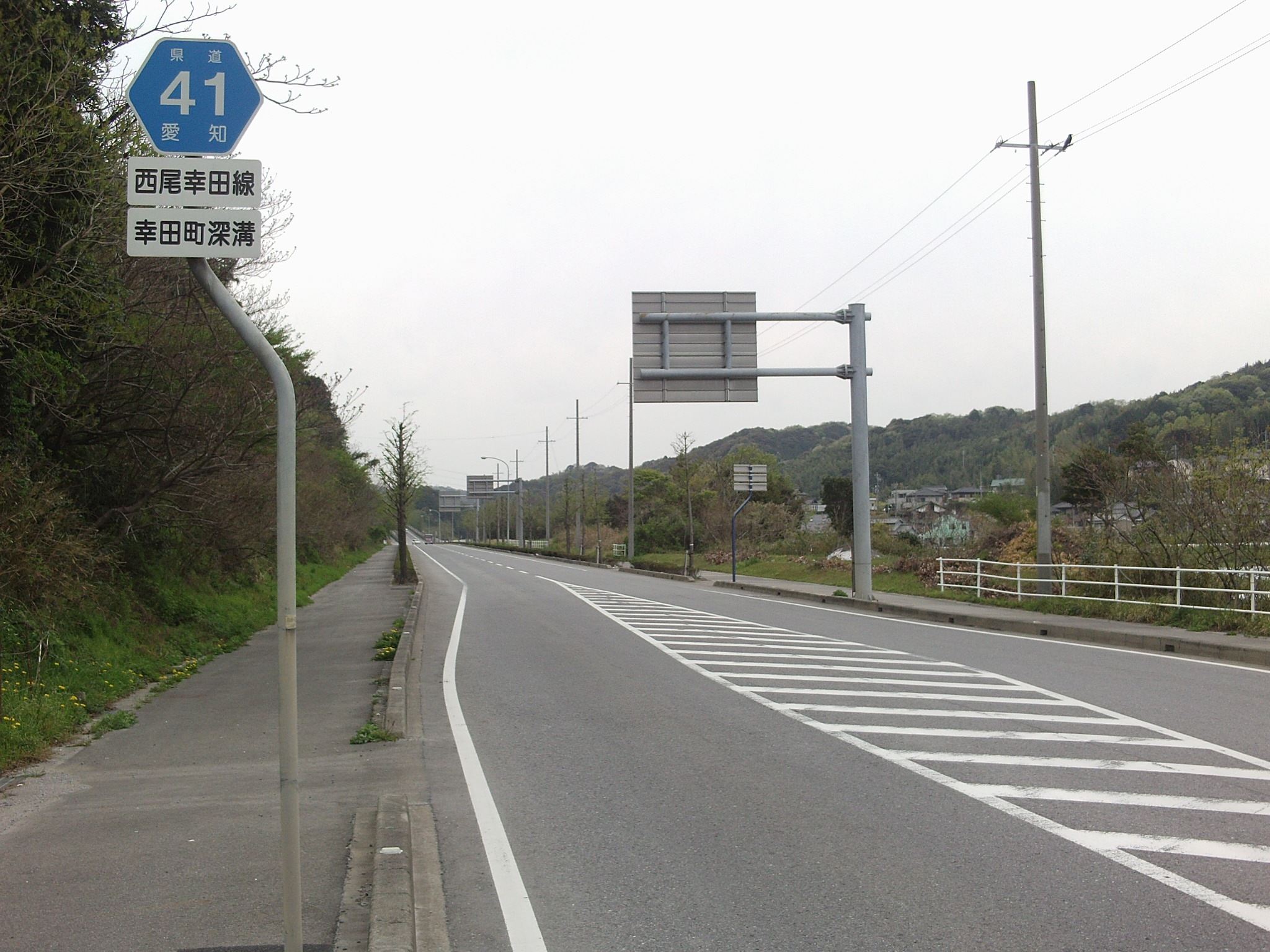
幸田町側、深溝。画像は採石場の大型ダンプカーでも容易に通行できる程度に整備された現道（都市計画道路衣浦蒲郡線）で、旧道（逆川交差点 - 深溝東道祖神交差点間）は拾石川の北に並行している。

## 概要

### 路線データ
- 起点：愛知県西尾市（寺津大明神交差点：国道247号交点）
- 終点：愛知県額田郡幸田町（深溝小山交差点：国道23号交点東方）
- 総距離：16.9km

## 沿革
- 1972年5月4日：認定

## 路線状況

### 利用状況
交通量
| 地点                 | 平日12時間        | 平日24時間        |
| 地点                 | 2005年度⇒2010年度 | 2005年度⇒2010年度 |
| 西尾市矢田町久多良解 | 12,036台⇒11,703台 | 16,610台⇒15,331台 |
| 西尾市斉藤町大割     | 12,762台⇒12,056台 | 17,484台⇒15,793台 |
| 幡豆郡吉良町中野     | 8,858台⇒ 8,671台  | 12,135台⇒11,359台 |
| 幡豆郡吉良町津平     | 7,657台⇒ 8,095台  | 10,490台⇒10,604台 |
| 額田郡幸田町逆川     | 572台⇒ 9,010台    | 784台⇒11,803台    |

## 通過する自治体
- 愛知県
  - 西尾市
  - 額田郡幸田町

## 接続する道路
- 国道247号（寺津大明神交差点）
- 愛知県道383号蒲郡碧南線（寺津大明神交差点-菱池町外河原交差点で重複）
- 愛知県道309号刈宿住崎線（上矢田南交差点）
- 愛知県道12号豊田一色線（熱池町交差点）
- 愛知県道315号下横須賀大島線（富川橋東交差点）
- 愛知県道42号西尾吉良線（六石目交差点）
- 愛知県道317号西尾幡豆線（友国交差点）
- 愛知県道320号幸田幡豆線（宮迫交差点）
- 愛知県道322号深溝西浦線（深溝苅谷門交差点）
- 国道23号・国道248号（深溝鶴方交差点：オーバーパスのため連絡路または県道383号経由）
- 愛知県道383号蒲郡碧南線（深溝小山交差点：継承）

## 沿線周辺
- 名鉄三河線寺津高架橋跡 - この道路と立体交差するために作った高架橋だが、わずか6年後に三河線当該区間が廃止となり、批判を浴びた。
- 名鉄西尾線 福地駅
- 愛知県立にしお特別支援学校
- 西尾市憩の農園
- 矢作古川（富川橋）
- 名鉄西尾線 上横須賀駅
- 西尾市立津平小学校
- 東海道本線 三ケ根駅